# مجله مالی و بودجه‌بندی عمومی
مجله مالی و بودجه‌بندی عمومی (به انگلیسی: Public Budgeting & Finance) یک مجله آکادمیک داوری دقیق فصلی است که به وسیله وایلی بلاک ول (Wiley-Blackwell) از طرف انتشارات مالی عمومی ((Public Financial Publications)) منتشر شده است. مجله در سال ۱۹۸۸ زیر نظر آلن سچیک ((Allen Schick با هدف یکپارچه کردن وابستگی ایجاد شد اما اغلب رشته‌های مدیریت مالی و بودجه بندی جدا شده‌اند. سردبیر اخیر مجله ویلیام دانکومب William Duncombe)) و فیلیب جویس Philip Joyce)) هستند. مجله طیفی از فرایند بودجه و سیاست و مدیریت مالی را گسترش می‌دهد.